# セージ

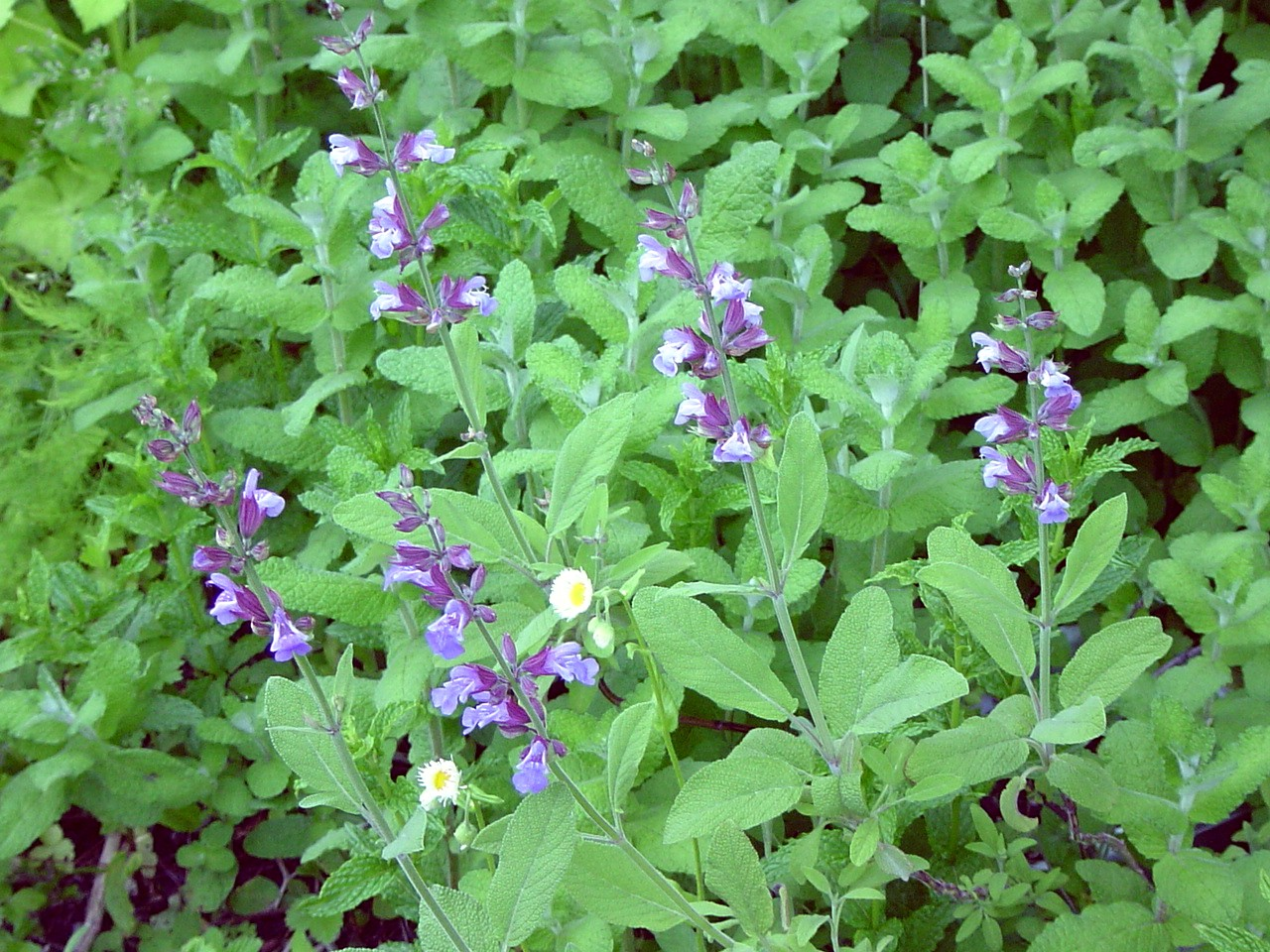
セージ

セージ（英: Common Sage; 学名: Salvia officinalis）は、シソ科アキギリ属の多年草または常緑低木。別名はヤクヨウサルビア（薬用サルビア）。地中海沿岸原産。広義には、セージもサルビアもアキギリ属全般を指す。また、アキギリ属を、サルビア属ともよぶ。
単にセージという場合は、本種（英: Common Sage、学名 Salvia officinalis）のことをさすが、本来、英名のセージ（Sage）は、サルビア属全体のことをさすため、大変多くの種類がある。それらと区別するため、コモン・セージ、あるいは別名ガーデン・セージともよぶ。リンネの『植物の種』(1753年) で記載された植物の一つである。
香りが強く、品種や類似種を含めると、葉や花の色も豊富で観賞用としても利用される。葉は肉料理や魚の煮込み料理などに使われ、臭み消しや油っぽさを押さえるために利用される。

## 名称
属名でも分かるとおりサルビア（Salvia splendens）に近縁であり、英語名のセージ（sage）の一般名自体、ラテン語のサルビア（salvia）が、フランス語 sauge を経て転訛したものである。セージは肉料理に良く合う香りで、このハーブを使うことが「ソーセージ」の名前の由来にもなっている。
日本では、往年「サルビア」とよばれていたが、園芸種サルビアと混同するので、英名のセージを和名として用いて、薬用するので「ヤクヨウサルビア」の別名ができた。

## 特徴
地中海北岸の原産といわれる。
常緑の多年草。高さ50 - 70センチメートル (cm) ほどになる。茎の断面は四角く、茎は成長するに従って根本から木質化する。長楕円形で柄のある葉は茎に対生し、葉身が厚く、表面に細かいうぶ毛がある。株全体に独特の香りがある。茎葉は全体に白い毛が生え、全体的に色が白っぽく見えることから「セージグリーン」と表現される。
花期は5 - 6月ごろ。枝先から花穂を伸ばして、淡紫色または白色の唇形花を咲かせる。
葉の色が異なったり斑が入ったりする園芸品種も存在する。

## コモン・セージの変種、類似品種
セージ（英: Common Sage、学名: Salvia officinalis）の変種、類似品種には、花や葉の色などから名付けられた多くの種類がある。

### 品種
- パープルセージ (Salvia officinalis 'Purpurascens')
- ゴールデンセージ (Salvia officinalis 'Icterina')
- トリカラーセージ (Salvia officinalis 'Tricolor')

### 類似種
- クラリーセージ (Salvia sclarea)
- チェリーセージ (Salvia greggii)
- パイナップルセージ (Salvia elegans)
- フルーツセージ (Salvia dorisiana)
- ペインテッドセージ (Salvia viridis)
- ラベンダーセージ (Salvia indigo spirer)

## 栽培方法
セージは品種も多く、育てやすいのでコンテナ栽培もできる。育て方は、春に種まきや育苗をして育てる。種は発芽率が低いので、1袋から4 - 5本、まともに成長するのは1 - 2本と思った方が良い。ただ、一度成長を始めるとほぼ放置していても勝手に育つ。
苗をつくる場合は、種を育苗箱に筋まきしてポット上げし、草丈10センチメートル (cm) くらいに育ったら株間30 cmをあけて定植する。植え付けの2週間後には追肥を行う。葉を利用する場合は、株が大きくなってから茎から切って収穫する。多年草であるが次第に株が弱るので、4 - 5年に1回は秋に採種して「春まき」するか、6月に挿し木して株を更新する。
1年目は草のようだが、秋には根元から木のように変化する。幹はか細いので他の草木にもたれ気味。ただ、柔軟なため折れにくい。雪国では雪に押し倒され埋まってしまう。3年目には枝が不恰好に伸び出す。春からの成長期に、剪定したものを5cmくらいの深さで挿し木すると簡単に増やせる。3週間位すると、根が出てくるが、それまでの間は、葉からの水分の蒸発が多く霧吹き等で小まめに葉に水分をかけると成功しやすい。また、蕾や花びらが付いている場合は、切り取る。

## 利用法
セージは香草として料理に使ったり、ソーセージやチーズの香料に利用されている。1551年に、ドイツの薬草家が、「セージは医者、料理人にも、台所、地下室の場所も、貧富も問わず役に立つハーブである」という言葉を残している。古いアラビアのことわざには、「庭にセージを植えているものが、どうして死ぬことができようか」とあるように、古くから薬効に富む薬草として有名である。また、料理、装飾にも適している。
観賞用としても栽培され、その品種も多い。また、花にはミツバチが好んで集まることから、セージからとれる蜂蜜が、セルビア、モンテネグロでは主な輸出品のひとつとなっている。
7 - 8月ころのよく生えた葉を採集して、陰干しにしたものをセージまたはセージ葉とよんで、薬用したり香味料として調理に用いる。セージは、ローズマリーとともに他のスパイスに比べて際立って強い抗酸化作用を有している。

### 調味料
薬のような強い香りとほのかな苦味が特徴で、防腐効果や殺菌効果があることから、仔羊や豚肉、挽肉、内臓料理の臭い消しに使われている。料理に使う場合は、主な旬が5 - 10月といわれ、葉が肉厚で先端までハリがあり、産毛が緻密にあるものが良品とされる。FDAから食品として認可されている。
料理としては、葉を乾燥してハーブティーとして飲用したり、肉の臭み消しに利用する。あるいはソーセージなど肉の加工食品の香辛料としても使用されている。特に、ドイツ料理、イタリア料理には欠かせないハーブとなっている。ヨーロッパではアヒルや豚などの肉料理、ドイツやベルギーではウナギ料理に、中近東ではカバブなどに香味料として用いられる。また、豚肉と良く合わせられており、ソーセージの語源となったという民間語源説もある。
長期保存するときは葉を乾燥させるが、香りがさらに強くなっているため、使うときは分量を加減して使用する。

### 薬効
一般には、強い抗酸化作用があるといわれ、強壮、精神安定、発汗抑制作用などの効果や、防腐、殺菌作用があるといわれている。古代エジプト医学、ローマ医学、ギリシャ医学にてセージは薬草として利用されていた。しかし、どのような薬効があるかははっきりしていない。いくつかの研究では、喉の痛み、気分、記憶、血中コレステロール値などへの効果が指摘されているが、その精度は低い。
葉には、ピネン、シネオール、ツヨン、ボルネオール、セスキテルペンなどの精油のほか、タンニンなどを含んでいる。精油は植物性揮発油ともいい、口に入れると味覚神経を刺激して、唾液や胃液の分泌を高める働きがあり、消化促進、食欲増進に役立つといわれている。また、浴湯料に用いれば血液循環を促す働きをするとされる。
民間での薬用は、食べ過ぎ、飲み過ぎ、食欲不振などに、セージ葉をカップに入れて熱い紅茶を注いで飲む「セージティー」（ハーブティー）が知られている。かつては、紅茶の代わりにドライの葉をお茶として飲まれていたともいわれ、疲労回復に役立つとされる。フランスでは、2握りほどのセージ葉に、熱い赤ワインを1リットルほど注いで、15分ほど放置してからかすを除き、好みで砂糖や蜂蜜で甘味をつけたものを、食事の時に小さなグラスで1杯ほど飲み、疲労回復や食欲増進、健胃に役立てている。また、生の葉をカップに注いだ白湯に1 - 2枚入れて冷まし、これでうがいをするとのどの痛みや口臭を抑える効果があるといわれる。
かつて、デザイナーフーズ計画のピラミッドで3群に属しており、3群の中でも、ローズマリー、ベリー、大麦、ジャガイモと共に3群の最下位に属するが、癌予防効果のある食材であると位置づけられていた。